# Ballistol

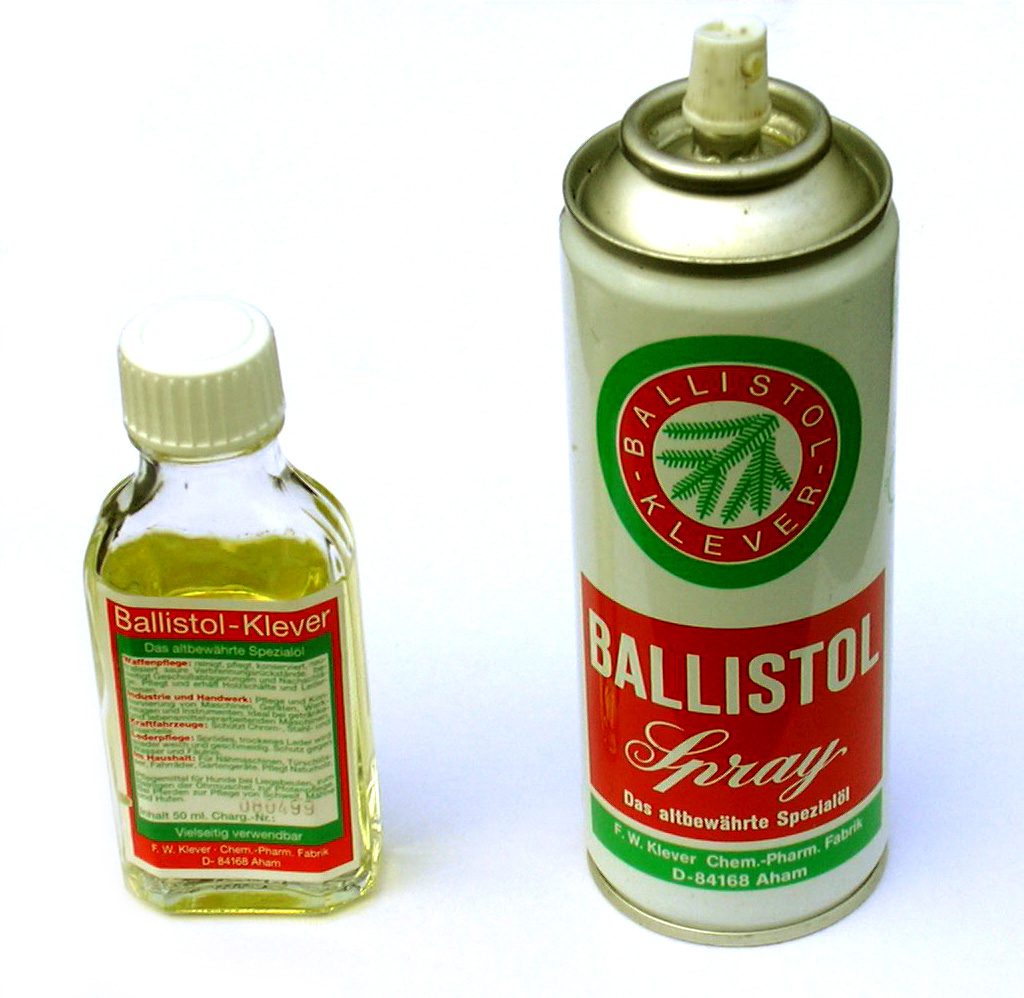
Ballistol liquide et aérosol

Le Ballistol, est une huile polyvalente mise au point en Allemagne vers 1904 par Helmut Klever, qui était destinée à de multiples usages tels que nettoyage, conservation, protection, entretien, imprégnation, lubrification, et désinfection.
À l'origine, il était destiné à protéger et entretenir les armes de l'armée impériale, mais depuis de nombreux emplois dans le domaine ménager lui ont été trouvés.

## Historique
En 1874, Friedrich Wilhelm Klever, avocat, fonde la société Klever à Cologne.  Il produit des huiles et des graisses à partir de houille.  Il achètera même une mine pour éviter de tomber à court de matières premières. C'est son fils, Dr. Helmut Klever, professeur de chimie à l'Université de Karlsruhe qui développa le Ballistol en 1904 pour répondre à un besoin de l'armée impériale allemande.  Celle-ci était à la recherche d'une huile à tout faire : non seulement lubrifier les armes, mais aussi entretenir les équipements en cuir ainsi que le matériel en bois.  Cette huile, qui prit le nom de Ballistol ('ballistisches Öl', huile balistique), fut adoptée par l'armée impériale dès 1905 et resta utilisée par les armées allemandes jusqu'en 1945.  Elle continue d'être utilisée dans le monde entier au XXIe siècle.